# Шахалова, Наталия Владимировна
Наталия Владимировна Шахалова (26 июня 1924 — 30 сентября 2006, Москва) — советский и российский работник культуры. Директор Государственного Литературного музея. Заслуженный работник культуры РСФСР (1974).

## Карьера
С 1961 года — заведующая отделом советской литературы ГЛМ.
С 1972 года и до кончины — директор ГЛМ.
Похоронена на Ваганьковском кладбище вместе с мужем, Ю.Б. Розенблюмом.

## Награды
- Орден Дружбы (17 марта 1997 года) — за заслуги перед государством и большой вклад в развитие отечественного музейного дела[2].
- Орден «Знак Почёта» (1984 год)[3].
- Заслуженный работник культуры РСФСР (1974 год).
- Благодарность Президента Российской Федерации (6 ноября 2004 года) — за большой вклад в развитие музейного дела и многолетнюю плодотворную деятельность[4].